# Alexandra Tondeur
Alexandra Tondeur (* 20. März 1987) ist eine belgische Triathletin. Sie ist U23-Europameisterin im Duathlon (2010), mehrfache nationale Triathlon-Meisterin (2010, 2016), Europameisterin auf der Triathlon-Mitteldistanz (2018) und Weltmeisterin Triathlon Langdistanz (2019).

## Werdegang
2007 stieg Alexandra Tondeur in den Triathlon-Sport ein.
Im Mai 2009 wurde sie in Budapest Vize-Europameisterin U23 Duathlon.

### U23-Europameisterin Duathlon 2010
Im wurde sie Staatsmeisterin auf der Triathlon-Kurzdistanz und im Mai wurde sie im französischen Nancy auch U23-Europameisterin Duathlon.
2011 und 2012 musste Alexandra Tondeur verletzungsbedingt mit dem Triathlon pausieren.

2013 wurde sie belgische Vize-Staatsmeisterin Duathlon.

### Erster Start Triathlon-Langdistanz 2013
2013 startete sie erstmals auf der Triathlon-Langdistanz.

Bei den Ironman 70.3 European Championships belegte sie im August 2015 in Wiesbaden den dritten Rang.
Im August 2016 wurde sie Vierte beim Ironman 70.3 Zell am See-Kaprun und nationale Meisterin auf der Triathlon-Mitteldistanz.
Im Juli 2017 wurde die damals 30-Jährige Dritte bei den Ironman European Championships in Frankfurt am Main. 2017 konnte sie sich erstmals für einen Startplatz beim Ironman Hawaii (Ironman World Championship) qualifizieren, wo sie im Oktober den 33. Rang belegte.
Im Juli 2018 wurde sie in Dänemark Sechste bei der ITU-Weltmeisterschaft auf der Triathlon-Langdistanz. Im Rahmen der Challenge Madrid wurde sie im September Vize-Europameisterin Triathlon Langdistanz und im Oktober auf Ibiza auch Europameisterin Triathlon Mitteldistanz.

### Weltmeisterin auf der Triathlon-Langdistanz 2019
Im Mai 2019 wurde die 32-Jährige in Pontevedra (Spanien) Weltmeisterin auf der Triathlon-Langdistanz.
2022 wurde die 35-Jährige in Frankreich im Juli Dritte beim Triathlon EDF Alpe d’Huez.
Alexandra Tondeur wird trainiert vom ehemaligen belgischen Triathleten Luc Van Lierde (* 1969).

## Auszeichnungen
- Belgiens „Triathletin des Jahres“ (2016[2], 2019[3])

## Sportliche Erfolge
| Datum/Jahr    | Rang | Wettbewerb                                           | Austragungsort  | Zeit     | Bemerkung                                     |
| ------------- | ---- | ---------------------------------------------------- | --------------- | -------- | --------------------------------------------- |
| 14. Apr. 2024 | 2    | Triathlon de Portocolom                              | Portocolom      |          | Mitteldistanz (111)                           |
| 16. Juni 2019 | 3    | Ironman 70.3 Luxembourg                              | Remich          | 04:20:48 |                                               |
| 2. Juni 2019  | 2    | Ironman 70.3 Kraichgau                               | Kraichgau       | 04:35:23 |                                               |
| 21. Apr. 2019 | 2    | Cannes International Triathlon                       | Cannes          | 05:01:23 | Zweite hinter Camilla Pedersen                |
| 7. Apr. 2019  | 4    | Challenge Salou                                      | Cataluña        | 04:21:32 | [ 4 ]                                         |
| 28. Okt. 2018 | 1    | ETU Middle Distance Triathlon European Championships | Ibiza           | 03:12:20 | Europameisterin auf der Halbdistanz           |
| 26. Aug. 2018 | 3    | Ironman 70.3 Zell am See-Kaprun                      | Zell am See     | 01:50:30 | verkürzter Kurs ohne die Raddistanz           |
| 17. Juni 2018 | 3    | Ironman 70.3 Luxembourg                              | Remich          | 04:20:31 |                                               |
| 10. Juni 2018 | 3    | Challenge Geraardsbergen                             | Geraardsbergen  | 04:26:41 |                                               |
| 29. Apr. 2018 | 6    | Ironman 70.3 Marbella                                | Marbella        | 04:42:57 | bei der Erstaustragung                        |
| 18. Juni 2017 | 1    | Ironman 70.3 Luxembourg                              | Remich          | 04:22:44 |                                               |
| 26. Sep. 2016 | 1    | BEL Middle Distance Triathlon National Championships | Eupen           | 04:22:34 | Staatsmeisterin                               |
| 28. Aug. 2016 | 4    | Ironman 70.3 Zell am See-Kaprun                      | Zell am See     |          |                                               |
| 17. Apr. 2016 | 2    | Cannes International Triathlon                       | Cannes          | 04:07:42 | Zweite hinter Leanda Cave                     |
| 25. Okt. 2015 | 1    | Ironman 70.3 Turkey                                  | Belek           |          |                                               |
| 9. Aug. 2015  | 3    | Ironman 70.3 Germany                                 | Wiesbaden       | 04:43:14 | [ 6 ]                                         |
| 3. Mai 2015   | 2    | Ironman 70.3 Pays d'Aix France                       | Aix-en-Provence |          |                                               |
| 19. Apr. 2015 | 2    | Cannes International Triathlon                       | Cannes          |          |                                               |
| 6. Juli 2014  | 2    | BEL Triathlon National Championships                 | Kortrijk        | 02:23:41 | Vize-Staatsmeisterin hinter Sofie Hooghe      |
| 30. Juni 2013 | 2    | BEL Triathlon National Championships                 | Braschaat       | 02:08:30 | Vize-Staatsmeisterin hinter Katrien Verstuyft |
| 2010          | 1    | BEL Triathlon National Championships                 | Belgien         |          | Staatsmeisterin Triathlon-Kurzdistanz         |
| 20. Juni 2009 | 24   | ETU Triathlon European Championship U23              | Tarzo Revine    | 02:15:42 | U23-Europameisterschaft                       |

| Datum/Jahr    | Rang | Wettbewerb                                                   | Austragungsort    | Zeit     | Bemerkung                                                                     |
| ------------- | ---- | ------------------------------------------------------------ | ----------------- | -------- | ----------------------------------------------------------------------------- |
| 29. Juli 2022 | 3    | Triathlon EDF Alpe d’Huez                                    | Alpe d’Huez       | 06:55:08 | auf der Langdistanz (2,2 km Schwimmen, 118 km Radfahren und 20 km Laufen)     |
| 4. Mai 2019   | 1    | ITU Long Distance Triathlon World Championships              | Pontevedra        | 05:48:01 | Weltmeisterin auf der Triathlon Langdistanz                                   |
| 23. Sep. 2018 | 2    | ETU Challenge Long Distance Triathlon European Championships | Madrid            | 09:56:44 | ETU-Vize-Europameisterin Triathlon Langdistanz im Rahmen der Challenge Madrid |
| 14. Juli 2018 | 6    | ITU Long Distance Triathlon World Championships              | Fyn               | 06:09:26 | ITU-Weltmeisterschaft Triathlon-Langdistanz                                   |
| 14. Okt. 2017 | 33   | Ironman Hawaii                                               | Hawaii            | 10:04:47 | erster Start bei den Ironman World Championships                              |
| 9. Juli 2017  | 3    | Ironman Germany                                              | Frankfurt am Main | 08:59:55 | Ironman European Championships                                                |
| 2. Apr. 2017  | 7    | Ironman South Africa                                         | Port Elizabeth    | 09:26:29 |                                                                               |
| 21. Mai 2016  | 2    | Ironman Lanzarote                                            | Puerto del Carmen |          | Zweite hinter Tine Holst                                                      |
| 26. Sep. 2015 | 3    | Ironman Mallorca                                             | Alcúdia           |          |                                                                               |
| 4. Aug. 2013  | 5    | BEL Triathlon National Championships Long Distance           | Eupen             | 04:40:18 |                                                                               |

| Datum/Jahr    | Rang | Wettbewerb                                         | Austragungsort    | Zeit     | Bemerkung                                |
| ------------- | ---- | -------------------------------------------------- | ----------------- | -------- | ---------------------------------------- |
| 16. Jan. 2017 | 2    | Lanzarote Duathlon                                 | Puerto del Carmen | 01:01:53 | Zweite hinter Yvonne van Vlerken         |
| 9. Juni 2013  | 2    | BEL Duathlon National Championships Short Distance | Wevelgem          | 02:01:17 | Vize-Staatsmeisterin hinter Ilse Geldhof |
| 7. Aug. 2011  | 3    | Powerman Belgien                                   | Vlaanderen        |          |                                          |
| 1. Mai 2010   | 1    | ETU Duathlon European Championship U23             | Nancy             | 01:54:18 | U23-Europameisterin Duathlon             |
| 23. Mai 2009  | 2    | ETU Duathlon European Championship U23             | Budapest          | 02:09:04 | Vize-Europameisterin U23 Duathlon        |

(DNF – Did Not Finish)